# Angelica e Medoro (Rocca)
Angelica e Medoro è un dipinto del pittore Michele Rocca, eseguito con la tecnica dell'olio su tela e realizzato tra il 1720 ed il 1750. Il dipinto è oggi conservato al Walters Art Museum di Baltimora.

## Descrizione
Il soggetto del quadro deriva da un episodio del poema cavalleresco Orlando furioso scritto da Ludovico Ariosto. La scena si svolge in un paesaggio bucolico e silvestre. Nel dipinto Angelica, la principessa del Catai, e il fante saraceno Medoro, sono raffigurati durante la loro “luna di miele”, mentre celebrano il loro amore incidendo ciascuno il nome dell’altro sulla corteccia di un albero. Il tema era già stato ripreso da molti pittori rinascimentali e di epoca barocca per la sua natura sia erotica sia pastorale. In questo quadro i due innamorati sono raffigurati abbracciati tra loro; Medoro appare nell'atto di incidere il nome della sua amata sul tronco dell’albero. In alto si notano amorini svolazzanti, uno dei quali regge in mano una torcia a simboleggiare la passione ardente dei due,  mentre verso il basso un altro amorino legge il nome di Angelica inciso su una roccia.